# Gulgumpad eldvävare
Gulgumpad eldvävare (Euplectes capensis) är en fågel i familjen vävare inom ordningen tättingar.

## Utseende och läte
Gulgumpad eldvävare är en knubbig eldvävare med relativt kraftig näbb. Hanen uppvisar gult på skuldror och övergump i alla dräkter. I häckningstid är den i övrigt svart, övrigt streckad brun. Honan är brun och kraftigt streckad untertill, utan gula insalg. Sången består av enkelt kvitter och fräsande toner.

## Utbredning och systematik
Gulgumpad eldvävare delas in i sex underarter fördelade i tre grupper:
- Euplectes capensis phoenicomerus – förekommer i högländer i sydöstra Nigeria och Kamerun samt på ön Bioko
- Euplectes capensis xanthomelas – förekommer i Etiopien
- capensis-gruppen
  - Euplectes capensis crassirostris – förekommer från Sydsudan, Uganda, östra och sydöstra Demokratiska republiken Kongo, Rwanda, Burundi, centrala Kenya och södra Tanzania söderut till Zambia, Malawi, centrala Zimbabwe nordöstra Sydafrika samt centrala och södra Moçambique
  - Euplectes capensis angolensis – förekommer i norra och centrala höglandet i Angola
  - Euplectes capensis approximans – förekommer i östra Sydafrika, från Knysna till Gauteng-provinsen
  - Euplectes capensis capensis – förekommer från västra Sydafrika till Knysna

## Levnadssätt
Gulgumpad eldvävare hittas i gräsmarker, öppet skogslandskap, hedar och jordbruksbygd. Den påträffas vanligen i flockar, framför allt utanför häckningstid. 

## Status
Arten har ett stort utbredningsområde och beståndet anses stabilt. Internationella naturvårdsunionen IUCN listar den därför som livskraftig (LC).